# Колпакова (деревня)
Колпако́ва — деревня в Каслинском районе Челябинской области России. Входит в состав Багарякского сельского поселения.

## География
Деревня находится на левом берегу реки Багаряк, на расстоянии примерно 66 км к северо-востоку от города Касли, административного центра района. Абсолютная высота — 150 м над уровнем моря.

## Население
| 2002 | 2010 |
| ---- | ---- |
| 57   | ↘29  |

### Половой состав
По данным Всероссийской переписи, в 2010 году численность населения деревни составляла 29 человек (11 мужчин и 18 женщин).

## Улицы
| - ул. Заречная, - ул. Лесная, | - ул. Победы, - ул. Центральная. |